# Yigal Naor
Yigal Naor (in ebraico יגאל נאור; Giv'atayim, 25 giugno 1958) è un attore israeliano.

## Biografia
Naor è nato a Giv'atayim, e ha origini ebraiche e irachene. È apparso in diversi film americani, come Munich, Green Zone (dove interpreta il generale Al-Rawi) e Rendition - Detenzione illegale.
Naor interpreta Saddam Hussein nelle uniche quattro puntate di Casa Saddam, una miniserie televisiva co-prodotta dal canale britannico BBC Television e da quello statunitense HBO.  Nell'episodio della quinta stagione Carrie deve sapere di Homeland - Caccia alla spia, Yigal appare come guest star nei panni del Generale Youssef.

## Filmografia parziale

### Cinema
- Linea di fuoco - War Zone (Deadline), regia di Nathaniel Gutman (1987)
- Clara Hakedosha, regia di Ari Folman e Ori Sivan (1996)
- Bonjour Monsieur Shlomi (Ha-Kochavim Shel Shlomi), regia di Shemi Zarhin (2003)
- Miss Entebbe, regia di Omri Levi (2003)
- Munich, regia di Steven Spielberg (2005)
- Rendition - Detenzione illegale (Rendition), regia di Gavin Hood (2007)
- Green Zone, regia di Paul Greengrass (2010)
- Infedele per caso (The Infidel), regia di Josh Appignanesi (2010)
- Dead Europe, regia di Tony Krawitz (2012)
- 300 - L'alba di un impero (300: Rise of an Empire), regia di Noam Murro (2014)
- The Promise, regia di Terry George (2016)
- Stratton - Forze speciali (Stratton), regia di Simon West (2017)
- Damascus Cover, regia di Daniel Zelik Berk (2017)
- Legend of Destruction (Agadat Hurban), regia di Gidi Dar (2021) – voce
- Wendell & Wild, regia di Henry Selick (2022) – voce

### Televisione
- Djihad, regia di Félix Olivier – film TV (2007)
- Casa Saddam (House of Saddam), regia di Alex Holmes e Jim O'Hanlon – miniserie TV (2008)
- Occupation – miniserie TV, puntate 02-03 (2009)
- I Am Slave, regia di Gabriel Range – film TV (2010)
- Sinbad – serie TV, 4 episodi (2012)
- Ambassadors, regia di Jeremy Webb – miniserie TV (2013)
- The Honourable Woman – miniserie TV, 7 puntate (2014)
- Homeland - Caccia alla spia (Homeland) – serie TV, episodio 5x04 (2015)
- False Flag (Kfulim) – serie TV, 4 episodi (2015)
- Riviera – serie TV, 14 episodi (2017-2019)
- Fauda – serie TV, 8 episodi (2017-2018)
- Deep State – serie TV, episodio 1x02 (2018)
- Little America – serie TV, episodio 1x08 (2020)
- Oslo, regia di Bartlett Sher – film TV (2021)
- Hit & Run – serie TV, 5 episodi (2021)
- Munich Games - Non fidarti di nessuno (Munich Games) – miniserie TV (2022)

## Riconoscimenti
- Israeli Academy Award – Miglior attore non protagonista (Award of the Israeli Film Academy: Best Supporting Actor) per il film Clara Hakedosha (1996)

## Doppiatori italiani
Nelle versioni in italiano delle opere in cui ha recitato, Yigal Naor è stato doppiato da:
- Franco Mannella in The Promise